# Fuchsia orientalis
Fuchsia orientalis är en dunörtsväxtart som beskrevs av Paul Edward Berry. Fuchsia orientalis ingår i släktet fuchsior, och familjen dunörtsväxter. Inga underarter finns listade i Catalogue of Life.